# Azurina
La azurina es una cuproproteína bacteriana de color azul que normalmente se encuentra en bacterias de los géneros Pseudomonas, Bordetella, o Alcaligenes. Esta proteína es capaz de sufrir procesos de oxidación/reducción entre los estados Cu(I) y Cu(II) de su núcleo de cobre, transfiriendo un único electrón entre enzimas en asociación con una cadena de citocromo c. Esta proteína posee un peso molecular de aproximadamente 16 KDa, contiene un único átomo de cobre, es de color intensamente azul, y posee una banda de emisión fluorescente centrada en los 308 nm.
Las azurinas y pseudoazurinas participan en varios procesos de óxido-reducción en bacterias, entre los cuales se encuentran los procesos de desnitrificación bacterianos.
Tanto la azurina como el citocromo c551 se encuentran involucrados en la transferencia de electrones durante los procesos de desnitrificación en Pseudomonas aeruginosa. La azurina de P. aeruginosa es una cuproproteína azul de tipo I con una masa molecular de 14 KDa; mientras que el citocromo c551 (9 KDa), es un citocromo poseedor de un grupo heme. Esta azurina posee una zona hidrofóbica de relativamente gran tamaño cercana a su sitio activo, y dos residuos en esta zona hidrofóbica, Met-44 y Met-64, parecen estar relacionados con las interacciones de esta proteína con sus respectivos pares redox citocromo c551 y nitrito reductasa.